# Улица Кинга
Улица Ки́нга (эст. Kinga tänav, Башмачная улица) — короткая (43 метра) улица в историческом районе Старый город Таллина (Эстония), ведёт с Ратушной площади на улицу Пикк.

## История
Улица оформилась в XIII веке как путь, соединяющий дорогу в городской порт (улица Пикк) и рынок на Ратушной площади.
Улица получила своё название в XIV веке по находившимся здесь обувным лавкам (эст. king — башмак). В разные времена называлась Platea sutorum (1364), Schohmekerstrate (1405), Schuhmacherstraße (1740), Schusterstraße (1803), Schuhstraße (1806), Башмачная улица (1872), Schuhgasse (1893) — название всегда было связано с обувью.
В январе 1918 года участок на чётной стороне улицы у барона Ризенкампфа за 185 000 рублей приобрёл таллинский предприниматель, «рыбный король» Иван Егоров. В 1921 году по проекту архитектора Артура Перна он развернул строительство торгового дома на весь квартал до улицы Мюнди. Дом 3 по улице Мюнди, который занимает почти всю чётную стороны улицы Кинга, теперь носит название «Дом Егорова» (приписан к улице Мюнди).

## Застройка улицы

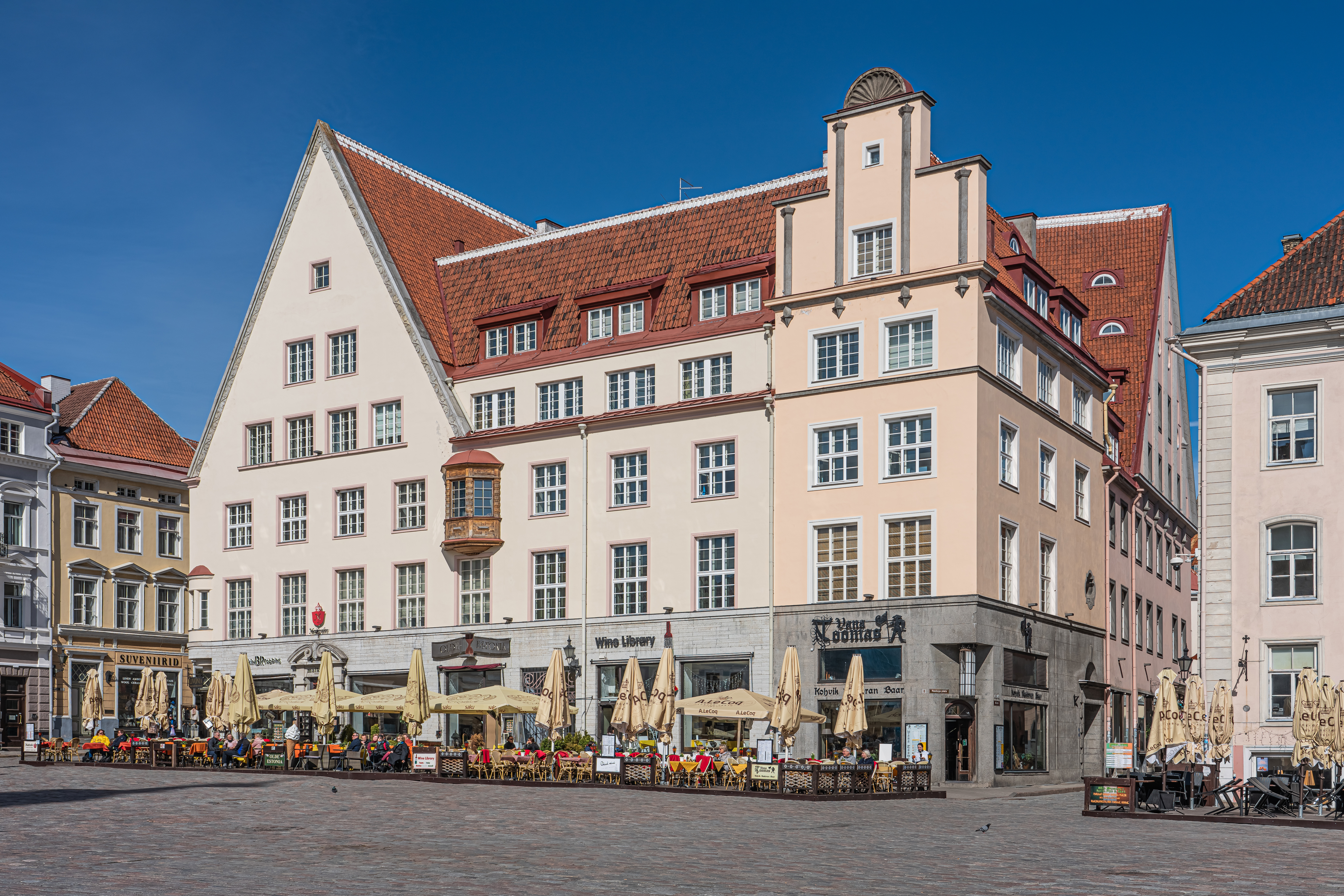
«Дом Егорова». Улица Кинга — слева

- Дом 10 (Pikk tn 10 / Kinga tn 10) — дом на углу с улицей Пикк, история которого начинается в XIV веке. Фасад дома (архитекторы Э. Кюнерт и Е. Хаберманн) внесён в Государственный регистр памятников культуры Эстонии как памятник архитектуры[5].

## Улица в кинематографе
В фильме «Приключения жёлтого чемоданчика» замаскирован под детскую поликлинику знаменитый таллинский дом «Егорова» — дом 3 по улице Мюнди, дверь, в которую входит детский доктор (Евгений Лебедев), выходит на угол Ратушной площади и улицы Кинга.